# Lampe & Schwartze

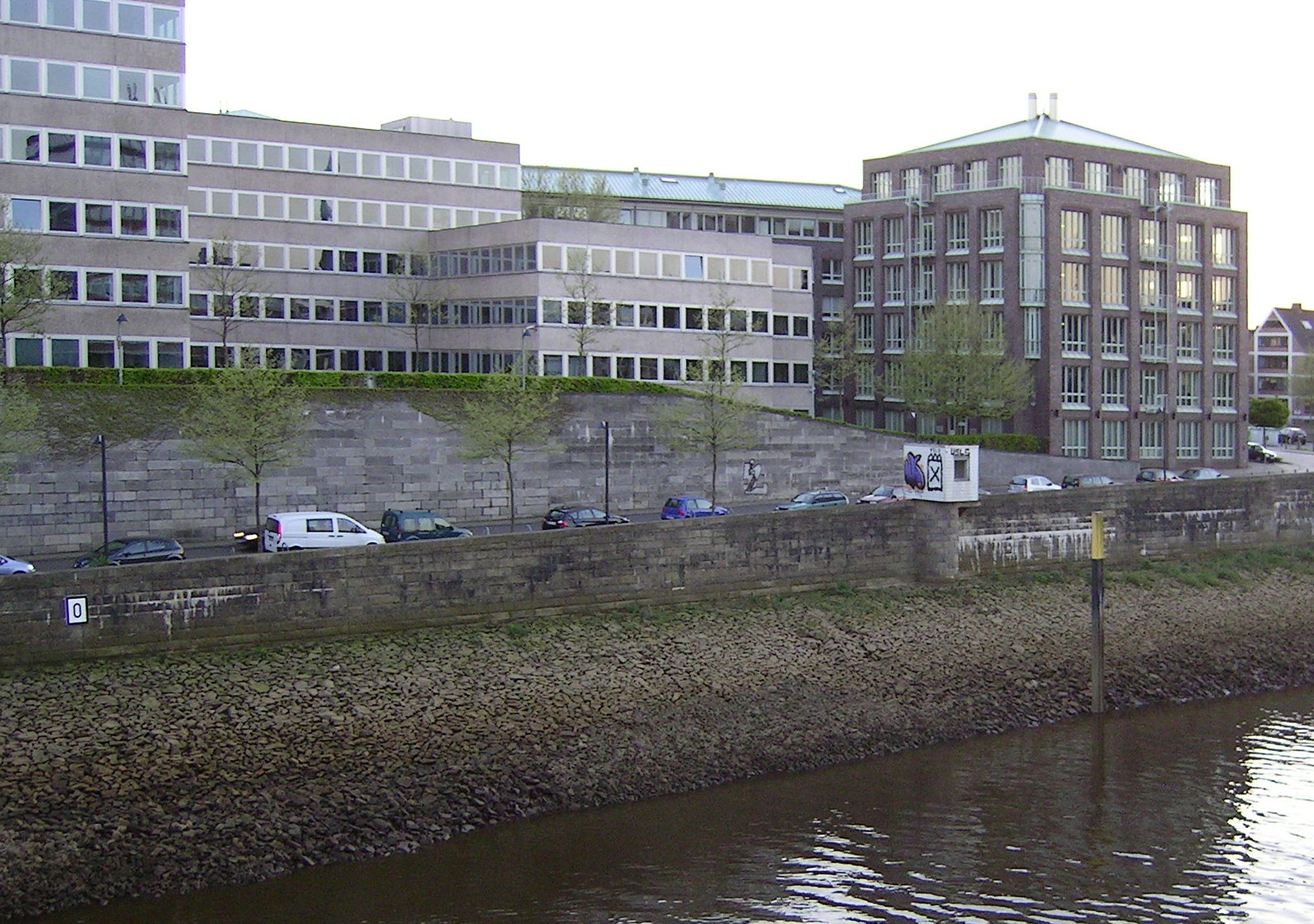
Der Unternehmenssitz der Lampe & Schwartze KG in der Versicherungsbörse

Lampe & Schwartze KG ist eine Unternehmensgruppe der Versicherungswirtschaft mit Hauptsitz in Bremen. Neben Transportversicherungen vermittelt Lampe & Schwartze auch Industrie-, Gewerbe- und Personenversicherungen. Die Ursprünge des inhabergeführten Unternehmens gehen auf das Jahr 1858. Im Jahr 1998 fusionierten zwei alteingesessenen Bremer Assekuranzfirmen zur Lampe & Schwartze KG. Es zählt zu den „zehn größten Assekuranzunternehmen Deutschlands“.

## Geschichte
Im Jahr 1858 wurde in Bremen die Versicherungsgesellschaft Lampe & Schierenbeck als privater Versicherer gegründet. Den Schwerpunkt des Versicherungsgeschäfts bildete anfangs die Seeassekuranz, seit 1928 kamen zunehmend Sachversicherungen für Handel und Industrie hinzu.
1908 erfolgte ebenfalls in Bremen die Gründung des Versicherungsunternehmens Buse & Schwartze, mit Versicherungsschwerpunkten im Kaffee- und Nahrungsmittelbereich.
Im Jahr 1998 fusionierten die beiden Assekuradeure zur Lampe & Schwartze KG. Im Jahr 2000 wurde die alteingesessene Assekuradeurfirma Bartels & Lüth oHG übernommen. Zu den weiteren Tochterunternehmen der Lampe & Schwartze Gruppe gehören unter anderem die Bremer Nordwest Assekuranzmakler GmbH & Co. KG und die Roland Offshore Versicherungsagentur GmbH & Co KG.
2004 war Lampe & Schwartze maßgeblich an der Schadensregulierung der Havarie des Kreuzfahrtschiffs Pride of America in der Bremerhavener Lloyd Werft für den deutschen und internationalen Rückversicherungsmarkt beteiligt. Die Havarie, die ein Insolvenzverfahren für die Werft zur Folge hatte, „verursachte einen Schaden von rund 170 Millionen Euro und war damit der größte Transportversicherungsschaden in Deutschland“.
Seit April 2011 bis heute hat Lampe & Schwartze die operative und administrative Geschäftsführung des Konsortiums German War Cover inne, von dem als Zeichnungsgemeinschaft erstmals von deutschen Versicherungen ein Versicherungsschutz von Frachtschiffen gegen Schäden aus Krieg, Piraterie und Terrorismus angeboten wird.
Seit Anfang 2019 bietet Lampe & Schwartze eine eigene Cyber-Versicherung für Reedereien an, die „Schäden in Folge von böswilligen Angriffen“ wie insbesondere auch „Cyberattacken auf IT-Systeme“ von Schiffen beziehungsweise Reedereiflotten abdeckt. Die spezielle Versicherungslösung für Reeder wird durch Direktversicherer und Rückversicherungsgesellschaften unterstützt.
Der Sitz des Unternehmens befindet sich in Bremen im Bürogebäudekomplex der sogenannten Versicherungsbörse, die auf dem zum Bremer Stadtteil Neustadt gehörenden Teerhof gelegen ist, einer Halbinsel zwischen der Weser und der Kleinen Weser.
Das Versicherungsunternehmen wird gegenwärtig (2019) von fünf persönlich haftenden Gesellschaftern (Komplementären) geführt: Hans-Christoph Enge, André Grobien, Thomas Haukje, Arne Klarmann und Patrick Wendisch. Wendisch gehört dem Unternehmen seit 1985 an.

## Profil
Nachdem in den 2000er Jahren das Geschäftsvolumen „deutlich gewachsen“ war, organisierte sich das Unternehmen im Jahr 2010 neu und nahm eine „klarere Trennung“ der „beiden entscheidenden Geschäftsbereiche – Marine Underwriting und Assekuranzvermittlung –“ vor:
Die Lampe & Schwartze Marine Underwriting hat sich auf Transportversicherungen spezialisiert; sie gilt als größter deutscher Assekuradeur für Transportversicherungen und gehört zu den führenden Assekuradeuren in Europa. So vertrat das Unternehmen im Jahr 2010 mehr als 25 deutsche und ausländische Versicherungsgesellschaften als Assekuradeur für Schiffskasko, Warentransporte und Verkehrshaftung aller Art. Versichert wurden im gleichen Jahr unter anderem über 2.000 Schiffe mit einem Marktwert („Taxe“) von rund 50 Milliarden US-Dollar sowie eine Vielzahl von globalen Warentransporten, speziell von internationalen Rohstoffhändlern.
Der Geschäftsbereich Assekuranzvermittlung betreut Industrie-, Gewerbe- und Privatkunden in Bremen sowie im Nordwesten und ganz Deutschland. Das als Mehrfachagentur agierende Unternehmen handelt im Kundenauftrag Versicherungsbedingungen bei Anbietern aus und berät zur Verhütung von Risiken, wobei der Schwerpunkt auf industriellen und technischen Versicherungen liegt. So wurde die Lampe & Schwartze Assekuranzvermittlung unter anderem mit der Versicherung von Navigationssatelliten, Wasserbau- und Infrastrukturprojekten beauftragt.